# Croton comanthus
Espèce
Classification APG III (2009)
Croton comanthus est une espèce de plantes à fleurs du genre Croton et de la famille des Euphorbiaceae, présente au centre et à l'ouest du Brésil.